# Landmine Marathon
Landmine Marathon es una banda estadounidense de death metal formada en 2004 en Phoenix, Arizona. La agrupación fue fundada por la cantante Grace Perry y el bajista Matt Martínez. Con un sonido muy similar al de la banda británica Napalm Death, la agrupación publicó dos demos ("Seven Song" y "Four Song" en 2005) antes de lanzar al mercado su primer álbum de estudio bajo el sello Level Plane, titulado Wounded. En 2008 publicaron Rusted Eyes Awake, seguido de Sovereign Descent en 2010. En 2011 salió al mercado el álbum Gallows, aclamado por la crítica. Un año más tarde la vocalista Grace Perry decidió abandonar la agrupación, siendo reemplazada por Krysta Martínez, de la banda Transient.

## Miembros

### Actuales
- Matt Martinez – bajo (2004–presente)
- Ryan Butler – guitarra (2006–presente)
- Dylan Thomas – guitarra (2008–presente)
- Krysta Martinez – voz (2012–presente)
- Raul Varela – batería (2012–presente)

### Anteriores
- Nick Ziska – guitarra (2004–2005)
- Eric Saylor – guitarra (2004–2006)
- Mike Waldron – guitarra (2004–2008)
- Mike Pohlmeier – batería (2004–2010)
- Grace Perry – voz (2004–2012)
- Andy York – batería (2010–2011)

## Discografía

### Demos
- "Seven Song" (2005)
- "Four Song" (2005)

### Estudio
- Wounded (2006)
- Rusted Eyes Awake (2008)
- Sovereign Descent (2010)
- Gallows (2011)